# سلمان بی‌لی
سلمان بی‌لی (به لاتین: Salmanbəyli) یک منطقه مسکونی در جمهوری آذربایجان است که در شهرستان آغجه‌آباد واقع شده است. سلمان بی‌لی ۲۱۳۲ نفر جمعیت دارد.